# Maurecourt
Maurecourt est une commune française située dans le département des Yvelines en région Île-de-France. C'est une des communes de la communauté d'agglomération de Cergy-Pontoise.
Ses habitants sont appelés les Maurecourtois ou Maurecourtoises.

## Géographie

### Description
La commune se situe au nord du département des Yvelines, en limite du département du Val-d'Oise, bordée à l'est par l'Oise, en rive droite, et à l'ouest par la forêt domaniale de l'Hautil. Elle se trouve à environ 32 kilomètres au nord-ouest de Paris, à 27 kilomètres au nord de Versailles et à 14 kilomètres au nord de son chef-lieu d'arrondissement Saint-Germain-en-Laye.
La commune rejoint la communauté d'agglomération de Cergy-Pontoise le 1er juillet 2012.

### Communes limitrophes
Les communes limitrophes en sont Conflans-Sainte-Honorine à l'est, sur la rive gauche de l'Oise, Andrésy au sud, Triel-sur-Seine à l'ouest, Jouy-le-Moutier au nord et Neuville-sur-Oise au nord-est, ces deux dernières communes faisant partie du département du Val-d'Oise.

### Transports et déplacements

#### Voiries
La RD 55 passe au centre du village et mène vers le sud à Andrésy et Poissy, et vers le nord à Jouy-le-Moutier et Cergy. La RD 48 permet de se rendre sur la RN 184 et le centre de Conflans-Sainte-Honorine.
La voie communale no 4 relie Maurecourt et l'Hautil (Triel-sur-Seine).

#### Transport en commun
La commune est desservie par la gare de Maurecourt, sur la ligne J du Transilien. La station est toutefois située sur la commune voisine d'Andrésy.
Le village est desservi par la ligne de bus 19 qui relie l'arrêt Maurecourt-Julia à la gare de Conflans Fin d'Oise. Cette ligne fait partie du réseau de bus de Poissy - Les Mureaux.

#### Voies douces
La commune est reliée au nord par trois axes de circulation douce aménagés (deux axes en direction du nord et un vers le sud).
- Par la rue de Choisy (aménagée en zone de rencontre et partiellement fermée à la circulation motorisée en 2014), cette voie assure la jonction du quartier de Cergy-Préfecture par la Véloroute Paris-Londres en 20 minutes.
- Par le chemin de Glatigny (aménagement prévue courant 2019) permettra[Quand ?] de rejoindre plus facilement Jouy-le-Moutier, Vauréal et Cergy-le-Haut par l'avenue Verte.
- Des aménagements de réduction de la vitesse motorisée ont aussi été réalisés sur le quai Boubou-Dado dans la continuité des quais de Seine d'Andrésy et Carrières-sous-Poissy (qui ont aussi fait l'objet d'aménagements de réduction de la vitesse) et permet dans la continuité de rejoindre Poissy en 25 minutes.
- L'aménagement du pont de Conflans Fin-d'Oise a permis la création d'une piste cyclable bidirectionnelle et la traversée sécurisée de l'Oise par les piétons et cyclistes et la jonction de la Gare de Conflans-Fin-d'Oise    en 10 minutes et le centre de Conflans-Sainte-Honorine en 18 minutes par les quais de Seine à vélo.

### Climat
Pour des articles plus généraux, voir Climat de l'Île-de-France et Climat des Yvelines.
En 2010, le climat de la commune est de type climat océanique dégradé des plaines du Centre et du Nord, selon une étude du CNRS s'appuyant sur une série de données couvrant la période 1971-2000. En 2020, Météo-France publie une typologie des climats de la France métropolitaine dans laquelle la commune est dans une zone de transition entre le climat océanique et le climat océanique altéré et est dans la région climatique Sud-ouest du bassin Parisien, caractérisée par une faible pluviométrie, notamment au printemps (120 à 150 mm) et un hiver froid (3,5 °C).
Pour la période 1971-2000, la température annuelle moyenne est de 11,7 °C, avec une amplitude thermique annuelle de 15 °C. Le cumul annuel moyen de précipitations est de 645 mm, avec 10,6 jours de précipitations en janvier et 7,7 jours en juillet. Pour la période 1991-2020, la température moyenne annuelle observée sur la station météorologique la plus proche, située sur la commune de Pontoise à 7 km à vol d'oiseau, est de 12,5 °C et le cumul annuel moyen de précipitations est de 666,7 mm,. Pour l'avenir, les paramètres climatiques de la commune estimés pour 2050 selon différents scénarios d'émission de gaz à effet de serre sont consultables sur un site dédié publié par Météo-France en novembre 2022.

## Urbanisme

### Typologie
Au 1er janvier 2024, Maurecourt est catégorisée grand centre urbain, selon la nouvelle grille communale de densité à sept niveaux définie par l'Insee en 2022.
Elle appartient à l'unité urbaine de Paris, une agglomération inter-départementale regroupant 407  communes, dont elle est une commune de la banlieue,,. Par ailleurs la commune fait partie de l'aire d'attraction de Paris, dont elle est une commune du pôle principal,. Cette aire regroupe 1 929 communes,.

#### Berges aujourd'hui
Plusieurs projets ont été lancés[Quand ?] pour réaménager les berges de l’Oise :
- Déplacement d’une zone de stationnement de bateaux logements ;
- Nettoyage d’une ancienne friche industrielle tout en préservant la cale de l’ancien chantier naval et le chemin de grue ;
- Consolidation des berges à base de gabions pour éviter l’érosion des parties basses (pousseurs).
- Mise en place de fascines ou de pieux vivants.

## Toponymie
Le nom de la localité est attesté sous les formes Mauricuria en 1209,, Morcort.

Remarque : la forme de 1209 est un latinisme érudit d'après une étymologie erronée de l'ancien français cort, issu du latin cōrtem et non pas de curia (qui explique par ailleurs l'orthographe cour du français moderne, alors que le dérivé courtois conserve un t).
Il s'agit d'une formation toponymique médiévale en -court, appellatif issu du gallo-roman *CŌRTE > ancien français cort « cour de ferme », « établissement agricole entouré d'un mur d'enceinte », « domaine » (du bas latin cōrtem, accusatif correspondant au latin cohortem, nominatif cohors). Le premier élément Maure- représente le nom de personne roman ou germanique Maurus / Mauro, voire germanique Moricho.
Selon une autre hypothèse, Maurecourt, écrit Morecourt se décompose en more, soit « lande, marais, tourbière », d'une part, et en court, soit « domaine rural, enclos »».

## Histoire

### Premiers peuplements
On a retrouvé à Maurecourt un petit coq en bronze datant de la Préhistoire, mais les premières traces avérées remontent à l’époque romaine. Les Romains s’installent à Andrésy avec une tribu gauloise venant d’Andéritium. Ces ancêtres gaulois se révèlent de très bons constructeurs de bateaux. C’est un seigneur romain (descendant du chef de légion ou d’un tribun romain), le seigneur Maurus qui donne son nom aux terres dont il était propriétaire.
Au cours des premiers siècles après J.-C, plusieurs évangélistes passent sur ces terres : saint Denis, mais aussi saint Germain qui a laissé son nom à l’église d’Andrésy.

### Moyen Âge
On a retrouvé la trace de tombeaux mérovingiens et carolingiens lors de la création de la ligne de chemin de fer Paris-Mantes. La localité d’Andrésy est acquise à cette époque par l’archevêché de Paris. Le nom du hameau de Morcourt est alors mentionné pour la première fois dans leur registre. Le château de Glatigny (château fort avec chapelle) est édifié avec son moulin à eau sur un bras de l’Oise. Blanche de Castille, la mère de saint Louis fait de nombreuses retraites à Carrières sous Poissy, village limitrophe d’Andrésy.

### DuXIVesiècleà la Révolution française
Lors du siège de Paris en avril 1590, Henri IV aurait prononcé sa phrase célèbre "Paris vaut bien une messe" au relais de chasse d’Andrésy. À la cour de Louis XIV, on apprécie le vin d’Andrésy mieux connu sous le nom de "ginglet". La Révolution de 1789 permet la séparation longtemps réclamée de Maurecourt et d’Andrésy.
Le territoire communal était, jusqu'à la veille de la Révolution, inclus dans la seigneurie d'Andrésy, et, par conséquent, propriété du chapitre de Notre-Dame de Paris.
En 1791, Maurecourt devient un village indépendant de la paroisse d'Andrésy-Maurecourt.
À partir de 1808, Maurecourt, située au confluent de l'Oise et de la Seine, devient comme ses voisines Andrésy et Conflans-Sainte-Honorine, une escale fluviale importante pour les bateliers reliant Paris au nord de la France et à la Belgique.

### Du début du siècle dernier à nos jours
Début 1900, des bateaux style bateaux mouches arrivent de Paris chaque fin de semaine et accostent à l’Hautil, la "colline du bon air". Ils déversent des dizaines de Parisiens venus se distraire, respirer l’air pur et passer une nuit dans les auberges de la célèbre colline.
L’eau de l’Oise est encore assez pure pour permettre la baignade. Une petite plage naturelle située au bout de la rue de l’Oise permet d’apprendre à nager. Pendant la semaine, cette plage est utilisée par les laveuses. En 1931, la baignade est installée au nouveau pont du confluent.

### Batellerie
L’essor de la batellerie commence en 1855 à Conflans-Sainte-Honorine, avec l’installation de la tête aval de la chaîne de touage qui permet la remonte des péniches sur la Seine vers Paris, approvisionnant ainsi la capitale en plein développement urbain.

#### Commerces du bord de l’Oise avant la Seconde Guerre mondiale
À Andrésy et Maurecourt, les commerces du bord de l’Oise bénéficient du trafic fluvial entre l’Oise et la Seine. Chaque jour, des mariniers viennent s’approvisionner dans les six cafés et café-épicerie.
Dans le premier café (café Beranger Claire, devenu café Deneux et épicerie de 1922 à 1947), les femmes trouvent toute l’épicerie et les légumes dont elles ont besoin avant le départ, ainsi que des sabots, pantoufles, matériel pour la lessive, etc. Les hommes y achètent du goudron de Norvège et de houille appelé "gaz". Le pain est toujours arrivé avant le départ du matin.
Dans le deuxième café, Marcel Deneux devenu café Wilky se vendent des agrès de marine : perches, cordages, esclain d’écoire ou d’aimntôt[Quoi ?] et des câbles d’acier "remorque". Quelques maisons plus loin sont implantés les ateliers pour les remorqueurs Liberlot.
Après la Seconde Guerre, devenus les Ateliers de la CITE (société internationale de transport par les eaux), leur flotte atteint la centaine de bateaux. Les remorqueurs portent soit des noms de fleurs (Camélia, Narcisse, Bégonia) ou d’animaux sauvages (Ours, Chacal, Panthère).
Rue Itasse, la mercerie Demez, au petit bonheur des marinières, devient le café épicerie Delille, Ferrey, Cornu Bée et Dussart avant de fermer en 1980.
Le quatrième café, l’actuel café restaurant de la marine, fait à cette époque office d’épicerie et même de bal les samedis et dimanches soir.
Le café Lachèvre est la dernière maison de Maurecourt avant les chantiers navals.

#### Chantier naval Degesslincourt
Le chantier est installé en 1920 pour construire et réparer le matériel en fer : tout ce qui flottait et qui avait été employé pendant la Première Guerre sur la Seine et les canaux du Centre avaient en effet besoin de réparation. Les activités de réparation occupent le chantier jusqu'en 1928.
Le chantier reste abandonné jusqu'en 1948. Il est repris par la société de remorquage « Les Bleus » et la coopération des mariniers artisans et prend le nom de « Chantiers du Confluent ».
Ses activités :
- construction d'automoteurs de Seine ;
- rallongement d'automoteurs ;
- motorisation de péniches.

Les plus grosses unités de Seine y ont accès : les automateurs « Andréé » (5 m × 46 m), « Patricia » (5,60 m × 46 m), le convoi pétrolier de la Shell, « Udotée et Thalassa », et 2 pousseurs « Novice » et « Hardy ».
On y construit aussi des bateaux de plaisance, un catamaran (« le Yo-Yang ») et une goélette (« Miséricorde »). Le chantier est arrêté en 1984.
Le chantier « Arches de Noë » pour péniches en bois est installé en 1918 et ferme en 1955.

## Politique et administration

### Intercommunalité
La commune a été intégrée en 2012 dans le périmètre de la ville nouvelle de Cergy-Pontoise, administrée par la  communauté d'agglomération de Cergy-Pontoise et dont Maurecourt est désormais membre.

### Liste des maires
| Période                                  | Période                       | Identité          | Étiquette   | Qualité                                                                          |
| ---------------------------------------- | ----------------------------- | ----------------- | ----------- | -------------------------------------------------------------------------------- |
| Les données manquantes sont à compléter. |                               |                   |             |                                                                                  |
| 1896                                     | 1904                          | Charles Froment   |             |                                                                                  |
| 1904                                     | 1919                          | Théodore Crosnier |             |                                                                                  |
| 1919                                     | 1925                          | Paul Lenabourg    |             |                                                                                  |
| 1925                                     | 1926                          | René Leduc        |             |                                                                                  |
| 1926                                     | 1929                          | Paul Lenabourg    |             |                                                                                  |
| 1929                                     | 1935                          | René Leduc        |             |                                                                                  |
| 1935                                     | 1945                          | Henri Billiault   |             |                                                                                  |
| 1945                                     | 1947                          | Gustave Laure     |             |                                                                                  |
| 1947                                     | 1951                          | André Calas       | MRP         | Conseiller général de Poissy (1945 → 1951)                                       |
| 1951                                     | mai 1953                      | Paul Preyssac     |             |                                                                                  |
| mai 1953                                 | mars 1977                     | André Bihel       |             |                                                                                  |
| mars 1977                                | mars 1983                     | Louis Moreau      |             |                                                                                  |
| mars 1983                                | mars 1989                     | Armand Lammens    | SE          | Directeur de transports                                                          |
| mars 1989                                | décembre 1991 (décès)         | Gérard Blondeau   |             |                                                                                  |
| 1992                                     | juin 1995                     | Pierre Renée      |             |                                                                                  |
| juin 1995                                | mai 2020                      | Gérald Rutault    | PS puis DVG | Retraité de l'enseignement Vice-président de la CA de Cergy-Pontoise ( ? → 2020) |
| mai 2020                                 | En cours (au 10 juillet 2020) | Joël Tissier      | DVG         | Vice-président de la CA de Cergy-Pontoise (2020 → )                              |

### Jumelages
- Brundall (Angleterre) (depuis le 16 mai 1981).

## Population et société

### Démographie

#### Évolution démographique
L'évolution du nombre d'habitants est connue à travers les recensements de la population effectués dans la commune depuis 1793. Pour les communes de moins de 10 000 habitants, une enquête de recensement portant sur toute la population est réalisée tous les cinq ans, les populations de référence des années intermédiaires étant quant à elles estimées par interpolation ou extrapolation. Pour la commune, le premier recensement exhaustif entrant dans le cadre du nouveau dispositif a été réalisé en 2008.

En 2022, la commune comptait 4 399 habitants, en évolution de +0,21 % par rapport à 2016 (Yvelines : +2,72 %, France hors Mayotte : +2,11 %).
| 1793 | 1800 | 1806 | 1821 | 1831 | 1836 | 1841 | 1846 | 1851 |
| ---- | ---- | ---- | ---- | ---- | ---- | ---- | ---- | ---- |
| 542  | 542  | 516  | 461  | 449  | 476  | 421  | 396  | 360  |

| 1856 | 1861 | 1866 | 1872 | 1876 | 1881 | 1886 | 1891 | 1896 |
| ---- | ---- | ---- | ---- | ---- | ---- | ---- | ---- | ---- |
| 377  | 422  | 435  | 426  | 427  | 414  | 483  | 461  | 456  |

| 1901 | 1906 | 1911 | 1921 | 1926 | 1931  | 1936  | 1946  | 1954  |
| ---- | ---- | ---- | ---- | ---- | ----- | ----- | ----- | ----- |
| 468  | 498  | 791  | 866  | 942  | 1 173 | 1 193 | 1 275 | 1 632 |

| 1962  | 1968  | 1975  | 1982  | 1990  | 1999  | 2006  | 2008  | 2013  |
| ----- | ----- | ----- | ----- | ----- | ----- | ----- | ----- | ----- |
| 1 729 | 2 380 | 2 870 | 2 730 | 3 359 | 3 493 | 4 057 | 4 212 | 4 411 |

| 2018  | 2022  | - | - | - | - | - | - | - |
| ----- | ----- | - | - | - | - | - | - | - |
| 4 327 | 4 399 | - | - | - | - | - | - | - |

#### Pyramide des âges
En 2018, le taux de personnes d'un âge inférieur à 30 ans s'élève à 37,2 %, soit en dessous de la moyenne départementale (38 %). De même, le taux de personnes d'âge supérieur à 60 ans est de 21,2 % la même année, alors qu'il est de 21,7 % au niveau départemental.
En 2018, la commune comptait 2 064 hommes pour 2 263 femmes, soit un taux de 52,3 % de femmes, légèrement supérieur au taux départemental (51,32 %).
Les pyramides des âges de la commune et du département s'établissent comme suit.
| Hommes | Classe d’âge | Femmes |
| ------ | ------------ | ------ |
| 0,4    | 90 ou +      | 0,8    |
| 4,8    | 75-89 ans    | 6,5    |
| 15,4   | 60-74 ans    | 14,4   |
| 21,0   | 45-59 ans    | 21,7   |
| 19,5   | 30-44 ans    | 20,9   |
| 15,8   | 15-29 ans    | 15,5   |
| 23,0   | 0-14 ans     | 20,2   |

| Hommes | Classe d’âge | Femmes |
| ------ | ------------ | ------ |
| 0,6    | 90 ou +      | 1,4    |
| 6      | 75-89 ans    | 7,8    |
| 13,5   | 60-74 ans    | 14,8   |
| 20,7   | 45-59 ans    | 20,1   |
| 19,6   | 30-44 ans    | 19,9   |
| 18,5   | 15-29 ans    | 16,8   |
| 21,2   | 0-14 ans     | 19,2   |

### Sports
La ville propose des activités sportives : basket, tennis de table, football, judo, karaté, yoga...

### Associations
La commune regroupe différentes associations telles que celle des Anciens Combattants. Il existe 40 associations sportives et culturelles.

### Manifestations culturelles et festivités
La ville décerne chaque année un prix littéraire du premier roman[réf. nécessaire].

## Économie
- Champignonnières ;
- Port fluvial sur l'Oise.

## Culture locale et patrimoine

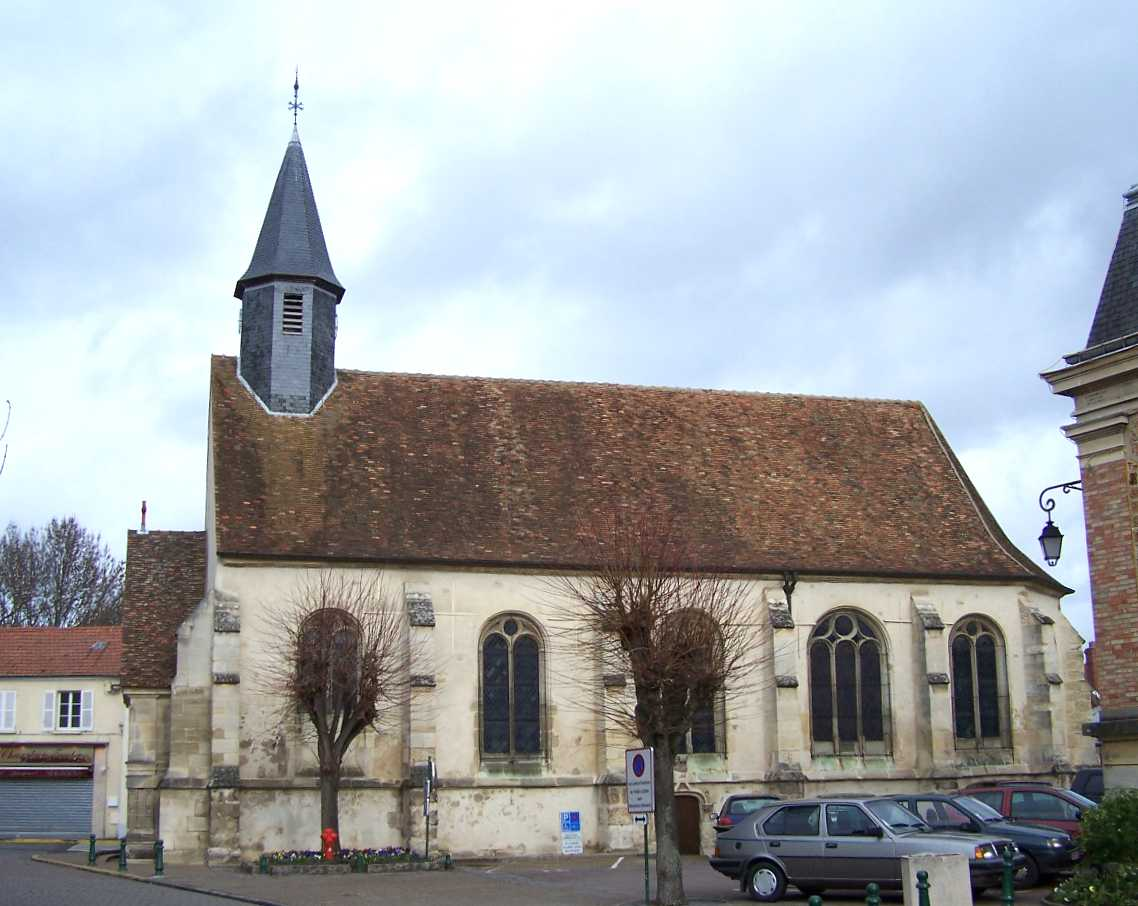
L'église Notre-Dame-de-la-Nativité.

### Lieux et monuments
- L'église paroissiale Notre-Dame-de-Lorette[29].

Dite aussi Notre-Dame-de-la-Nativité a été construite au début du XVIe siècle en référence au sanctuaire marial de la Sainte Maison de Lorette sur les bords de la mer Adriatique.
L'église contient notamment une peinture de « Vierge à l'Enfant » avec saints et donateurs datant du XVIe siècle, copie classée à l'inventaire des monuments historiques d'un tableau de Véronèse.
- Maison de campagne dite le château Itasse[30].

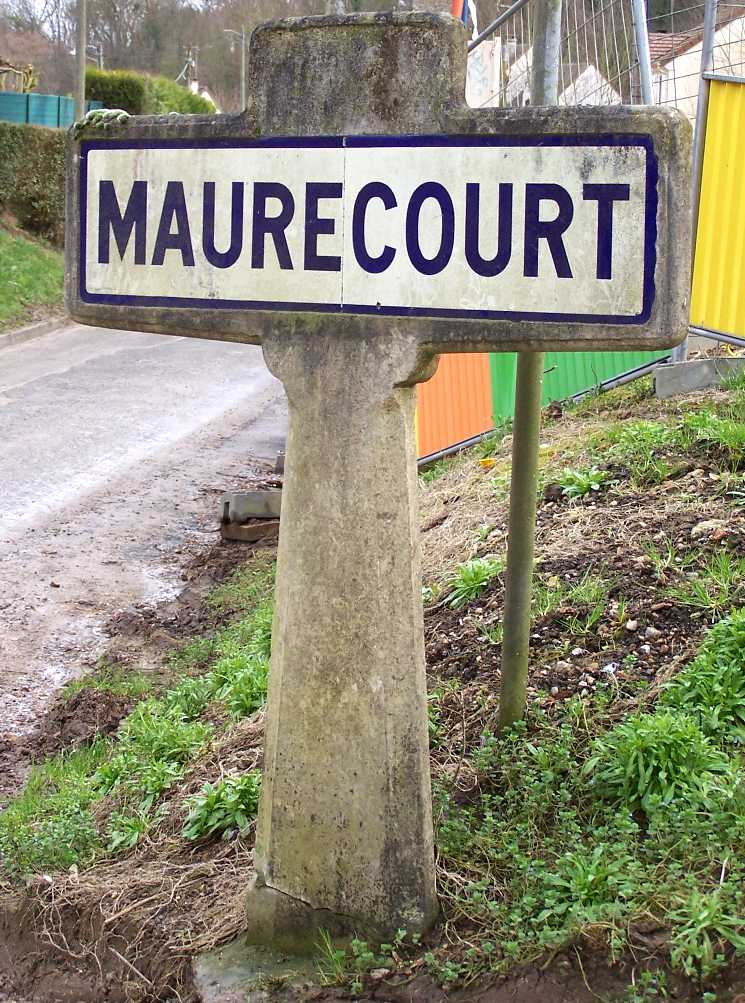
Ancien panneau à l'entrée du village.
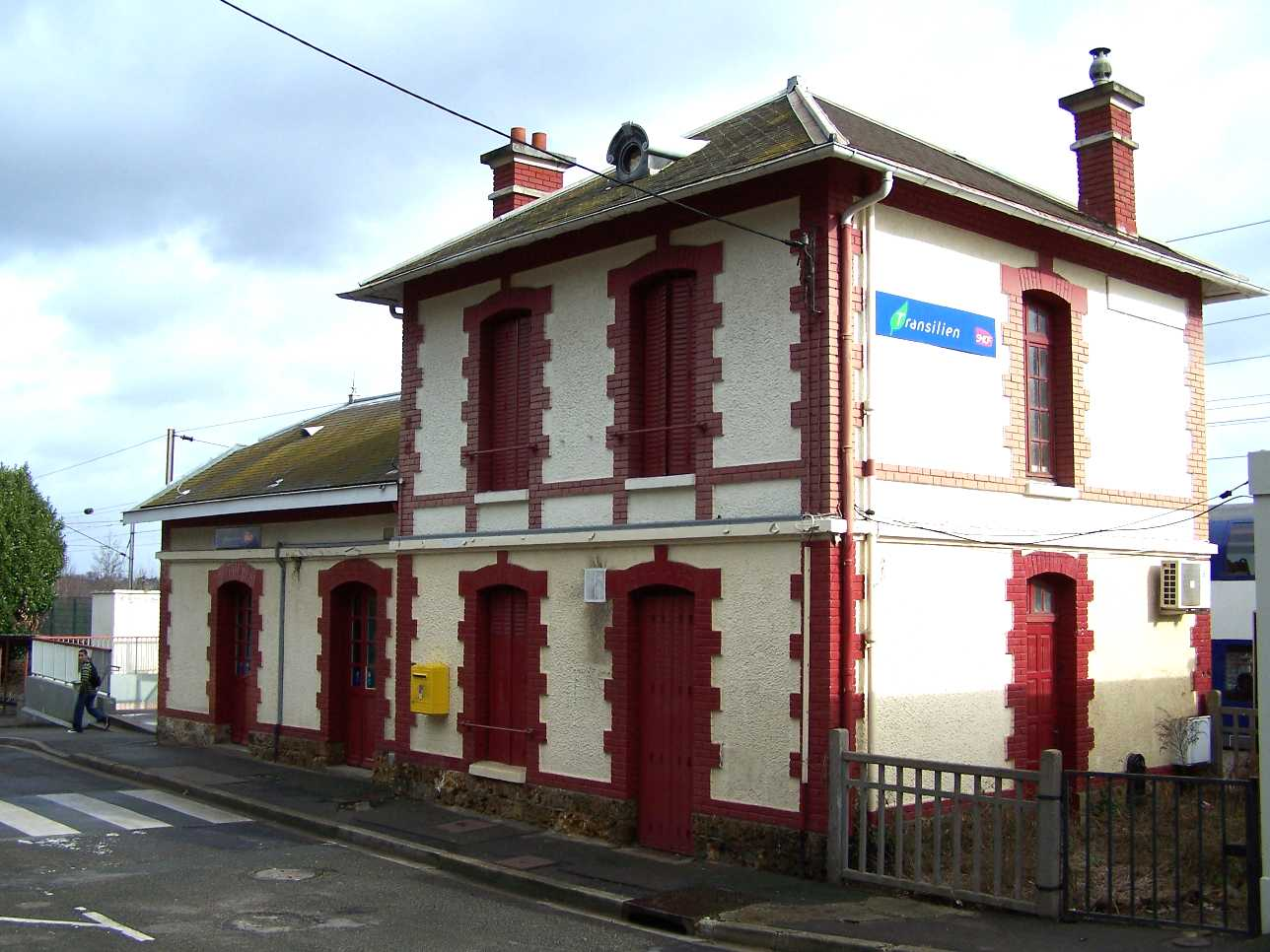
La gare de Maurecourt à Andrésy.
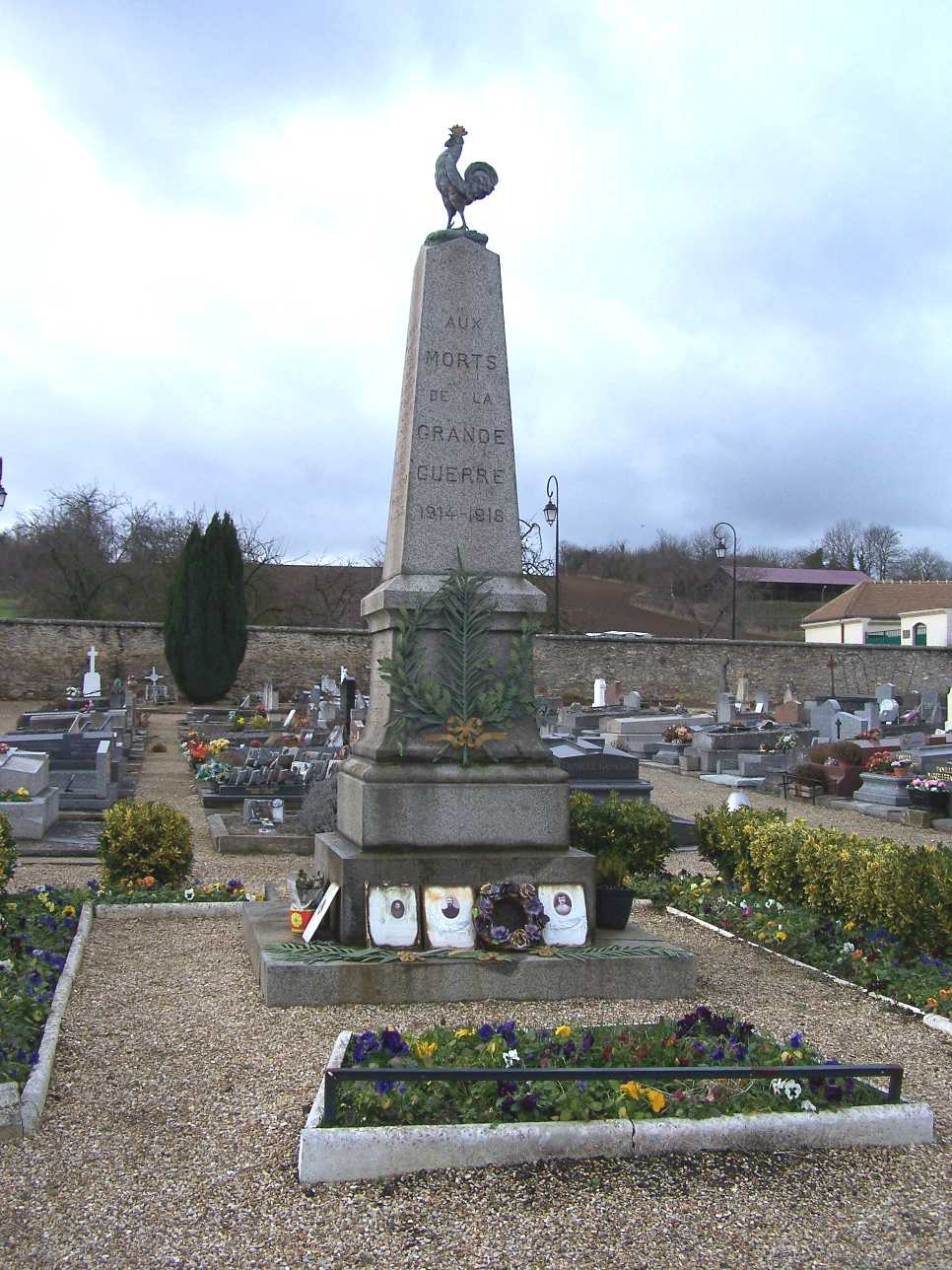
Le monument aux morts au cimetière.
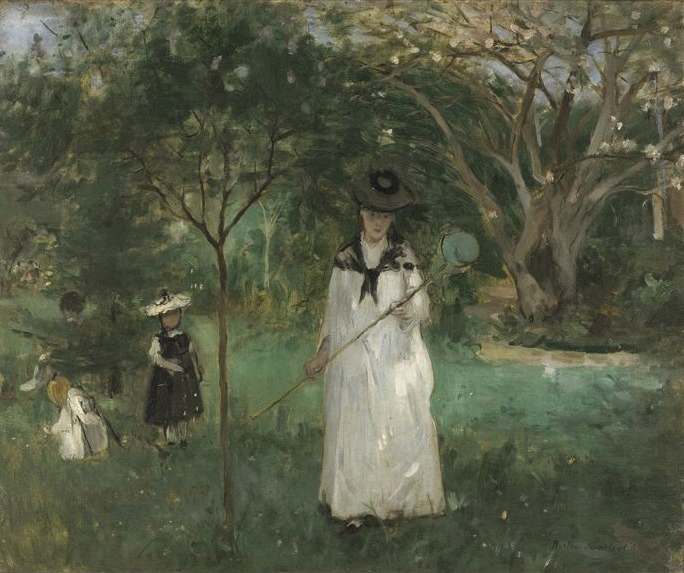
La Chasse aux papillons de Berthe Morisot, 1874 (Musée d'Orsay).

### Maurecourt et le cinéma
Le cinéma fait son entrée à Maurecourt à cette époque. L'église de la Nativité-de-Notre-Dame sert de lieu de tournage pour une scène de mariage dans le film L'Atalante de Jean Vigo (1934). Des Maurecourtois font office de figurants.
C’est ensuite le chantier naval Degeslincourt qui sert de décor à l’un des premiers feuilletons de la télévision : L'homme de picardie. Plus récemment, on a pu reconnaître le quai Boubou Dado dans des scènes du feuilleton Navarro.
À l'école Les Tilleuls seront tournées quelques scènes du téléfilm Heureusement qu'on s'aime avec Bernadette Lafont, Andréa Ferréol et... les enfants de l'école. Certains enfants iront tourner quelques scènes dans un studio de cinéma à Paris.
Un documentaire sur la vie de Berthe Morisot a été réalisé par des Japonais qui sont venus filmer quelques plans à Maurecourt.

### Personnalités liées à la commune

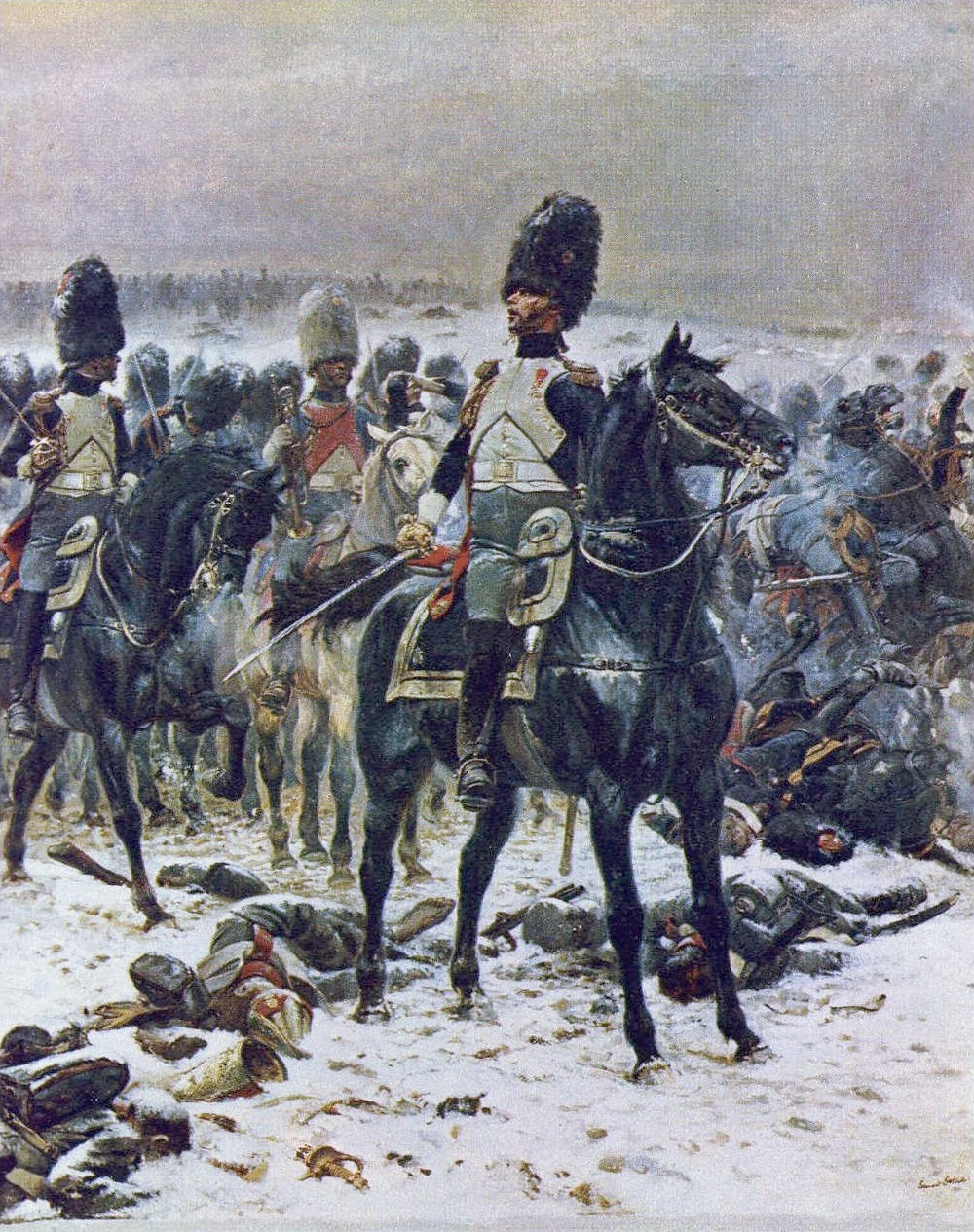
Le colonel Louis Lepic, ancien maire de Maurecourt, à la bataille d'Eylau : « Haut les têtes, la mitraille c'est pas de la merde ! » (peinture d'Édouard Detaille).

- Maurecourt a reçu la visite du duc de Windsor (1894-1972), qui voulait acheter le château Itasse lors de son mariage en 1937 avec Bessis Wallis Warfield.
- Berthe Morisot  (1841-1895), artiste peintre française de la fin du XIXe siècle, est venue peindre à Maurecourt où elle séjournait souvent chez sa sœur.
- Le général comte Louis Lepic, qui participa à toutes les campagnes du 1er Empire et dont le nom figure sur la 20e colonne côté-est de l'Arc de triomphe de l'Étoile à Paris, fut maire de Maurecourt de 1824 à 1825[31].
- Napoléon Lepic (1810-1875), général de brigade et homme politique, né à Maurecourt, député de Seine-et-Oise de 1849 à 1851.

### Héraldique
| Blason de Maurecourt | Blason  | D'or à deux pals d'argent chargés d'un épi du champ, à la barre ployée d'azur brochant sur le tout, le tout lui-même surchargé en chef d'une grappe de raisin au naturel pamprée de sinople, et en pointe d'une galère d'argent mâté du champ mouvant du flanc senestre. |
| Blason de Maurecourt | Détails | |